# 学校法人梅村学園
学校法人梅村学園（がっこうほうじんうめむらがくえん）は、日本の学校法人。愛知県名古屋市に本部を置き、中京大学および中京大学附属中京高等学校を設置する。

## 設置学校

### 現在の設置学校
- 中京大学（愛知県名古屋市）
- 中京大学附属中京高等学校（愛知県名古屋市）

### 過去の設置学校
- 三重中京大学（三重県松阪市） - 旧称：松阪大学。1982年設立、2013年閉学。
- 三重中京大学短期大学部（三重県松阪市） - 旧称：松阪女子短期大学→三重中京大学女子短期大学部。1964年設立、2011年閉学。
- 中京短期大学（愛知県名古屋市）[注釈 1] - 1954年設立、中京大学への移行により1957年廃止。
- 三重中学校・高等学校（三重県松阪市） - 1961年（高校）・62年（中学校）設立。2018年、新設の学校法人三重高等学校に移管。
- 松阪女子高等学校（三重県松阪市） - 1962年設立。1994年、三重高等学校に統合。
- 松阪女子中学校（三重県松阪市） - 1962年設立。1974年、三重中学校に統合。
- 中京中学校（愛知県名古屋市） - 1947年設立、1979年休校、1998年廃止。
- 梅村幼稚園（三重県松阪市） - 旧称：松阪女子短期大学附属梅村幼稚園。2018年、学校法人三重高等学校に移管。

## 校訓・建学の精神
校訓
「真剣味」
1923年（大正12年）の中京商業学校開校時に梅村清光が制定。水戸藩校弘道館の精神「文武不岐」を受け継いだものとされる。「真」＝「知育」、「剣」＝「体育」、「味」＝「徳育」のバランスの取れた人間形成を意味する。
建学の精神
「学術とスポーツの真剣味の殿堂たれ」
1956年（昭和31年）、中京大学設立時に梅村清明が制定。

## 沿革
1923年（大正12年）の中京商業学校開設をもって学園の創立とし、梅村清光を学祖と位置付ける。
梅村家はもともと水戸藩士の家系で、祐筆として250石を給され、代々書に秀でていた。水戸藩の徳川光圀に招かれた梅村清茂が、享保元年（1716年）に私塾「清信館」を開いたことに、教育機関として淵源をもとめる言説もある。
梅村清光は水戸中学校を経て茨城師範学校卒業。当時の清光は短距離走で茨城県下一であったというスポーツマンでもあった。各地の小中学校で教員・校長を歴任。新聞社勤務を経て、1923年（大正12年）に中京商業学校を開校した。国家の前途のため私学で商業方面の人材の育成するという理念に加え、当時の愛知県に甲種（5年制）私立商業学校がなかったことが、商業学校設立の背景としてある。
清光は知育・体育・徳育を意味する「真剣味」を校訓とし、学術とともにスポーツによる教育を高く掲げた。中京商業学校は、1931年（昭和6年）からの甲子園（全国中等学校優勝野球大会）3連覇など、第二次世界大戦の戦前期よりスポーツ面で名を残している。
急逝した父の跡を継いだ2代校主梅村清明は、第二次世界大戦に出征しシベリア抑留も経験（その間、元陸上オリンピック選手のすみ子夫人が学園長代理を務めた）。1949年に清明は日本に帰国して学園復興に努め、1956年（昭和31年）に中京大学を設立した。中京大学は中京商業学校以来の伝統を受け継ぐものとして商学科の単科大学としてはじまったが、1959年（昭和34年）に2番目の学部として体育学部を設けており、この方針は建学の精神に基づくものとされる。1961年（昭和36年）は三重県松阪市に三重高等学校を設立、その後松阪地区に松阪大学（のち三重中京大学。2013年（平成25年）廃止）を設置している。
梅村家出身者がおおむね理事長を継承しており、2021年（令和3年）時点の理事長である梅村清英は清光の曾孫にあたる。三重高等学校などの運営に当たる学校法人三重高等学校も梅村家出身者が理事長を務めており、包括連携協定を締結し、校訓と建学の精神を共有する。なお、清光の次男（梅村清明の弟）である安達寿雄は、1962年（昭和37年）に岐阜県に学校法人安達学園を設立、中京高等学校（一時期「中京商業高等学校」「中京学院大学附属中京高等学校」を校名とした）や中京学院大学を設立しており、同じ校訓や建学の精神を掲げている

### 年表
- 1923年（大正12年） - 中京商業学校開校[3]（初代校主：梅村清光）[3]。名古屋市東区山口町の相應寺内仮校舎で授業を開始、同年鶴舞公園東の新築校舎に移転[3]。
- 1933年（昭和8年） - 梅村清光死去、梅村清明が2代校主となる[4]。
- 1944年（昭和19年）4月[11] - 男子生徒の募集を停止し女子商業学校に転換[注釈 5]、中京女子商業学校と改称[3]。
- 1946年（昭和21年） - 男子生徒の募集再開[3]（この年は男女ともに募集した[13]）。校舎を昭和区川名山町杁中の現在地に移転[3]。
- 1947年（昭和22年） 
  - 3月[11] - 中京商業学校に校名を戻し、女子生徒の募集を停止[3][13]。
  - 4月[13] - 中京中学校（新制中学校）開校[3]。
- 1948年（昭和23年）
  - 財団法人梅村学園設立[3]。
  - 学制改革にともない、中京商業学校が中京商業高等学校となる[3]。
- 1951年（昭和26年） - 学校法人梅村学園設立（初代理事長：梅村清明）[3]。
- 1954年（昭和29年） - 中京短期大学開学（初代学長：梅村清明）[3]。
- 1956年（昭和31年） - 中京大学開学（初代学長：梅村清明）[3]。
- 1957年（昭和32年） - 中京短期大学廃止[3]。
- 1961年（昭和36年） - 三重県松阪市に三重高等学校開校[3]。
- 1962年（昭和37年） - 三重高等学校から分離する形で松阪女子高等学校開校[3]。三重中学校、松阪女子中学校を開校[3]。
- 1964年（昭和39年） - 松阪市に松阪女子短期大学開学[3]。
- 1965年（昭和40年） - 松阪女子短期大学附属梅村幼稚園開設[3]。
- 1967年（昭和42年） - 中京商業高等学校を中京高等学校に改称[3]。
- 1969年（昭和44年） - 中京大学大学院開設[3]。
- 1971年（昭和46年） - 豊田キャンパス（豊田市貝津町）完成[3]。
- 1974年（昭和49年） - 三重中学校と松阪女子中学校を統合、三重中学校を男女共学化[3]。
- 1979年（昭和54年） - 中京中学校を「一時休校」[3]。以後、休校状態となる[13]。
- 1982年（昭和57年） - 松阪大学開学[3]。
- 1988年（昭和63年） - 学校法人の第2代理事長に梅村清弘就任[3]。
- 1993年（平成5年） - 松阪女子短期大学を松阪大学女子短期大学部に改称（同附属梅村幼稚園についても同様）[3]。
- 1994年（平成6年）
  - 中京大学創立40周年記念事業としてセンタービル完成[3]。
  - 三重高等学校と松阪女子高等学校を統合、三重高等学校を男女共学化[3]。
- 1995年（平成7年） - 中京高等学校を中京大学附属中京高等学校に改称[3]。
- 1997年（平成9年） - 松阪大学大学院開設[3]。
- 1998年（平成10年） 
  - 中京大学附属中京高等学校を男女共学化[3]。
  - 中京中学校廃止[3]。
- 2000年（平成12年） - 松阪大学女子短期大学部を松阪大学短期大学部に改称（同附属梅村幼稚園についても同様）[3]。
- 2005年（平成17年） - 松阪大学を三重中京大学に改称（同短期大学部および同短大部附属梅村幼稚園も同様）[3]。
- 2011年（平成23年）
  - 三重中京大学短期大学部廃止[3]。
  - 三重中京大学短期大学部附属梅村幼稚園を梅村幼稚園に改称[6]。
  - 中京大学資格センターの不祥事（2010年）によって梅村清弘が第2代理事長を辞任。第3代理事長に小川英次就任[3]。
- 2013年（平成25年） 
  - 三重中京大学閉学[3]。
  - 第4代理事長に梅村清英就任[3]。
- 2018年（平成30年） - 三重高等学校・中学校及び梅村幼稚園を学校法人三重高等学校へ移管[3]。